# 濱中車站
濱中車站（日语：／ Hamanaka eki */?）是位於北海道厚岸郡濱中町濱中的北海道旅客鐵道（JR北海道）根室本線（花咲線）的鐵路車站。電報略號為ハナ。
車站名稱來自地名「濱中」，意譯自阿伊努語「ota-noski」（沙灘的正中央）。

## 歷史
- 1919年（平成8年）11月25日 - 以國有鐵道車站開始營業。為一般車站。
- 1936年（昭和11年）8月18日 - 車站大樓改建。
- 1974年（昭和49年）10月1日 - 廢除貨物處理。
- 1984年（昭和59年）2月1日 - 廢除行李處理。
- 1986年（昭和61年）11月1日 - 車站簡易委託化。
- 1987年（昭和62年）4月1日 - 國鐵分割民營化後，由JR北海道繼承。
- 1989年（平成元年）12月27日 - 車站大樓新建完成（觀光辦公室、物產展示室合建）。
- 2008年（平成20年）11月1日 - 車站簡易委託被廢除，車站無人化。

## 車站構造
濱中車站為1面1線、側式月台的地面車站。亦屬於厚岸車站管理的無人車站。本來為簡易委託車站，但於2008年10月31日廢除。在為委託車站時代，會處理有關青春18車票的普通票、補票及指定票等事宜。

## 車站周邊
位於濱中的廣闊聚落。
- 國道44號
- 北海道道123號別海厚岸線
- 北海道道449號別海濱中停車場線
- 濱中町役場濱中分所
- 厚岸警察署濱中派出所
- 濱中郵政局（併設日本郵政釧路分店濱中配送中心）
- 釧路巴士「濱中車站」車站 - 霧多布（濱中町市中心）方向。

## 相鄰車站
北海道旅客鐵道（JR北海道）
根室本線（花咲線）
快速「花咲」、快速「納沙布」
茶內－濱中－厚床
普通
茶內－濱中－姉別

## 外部連結
- （日語）JR北海道 – 濱中車站 （页面存档备份，存于）
- （日語）濱中車站 （页面存档备份，存于）
- （日語）全驛參觀之旅 （页面存档备份，存于）